# 罗阳街道

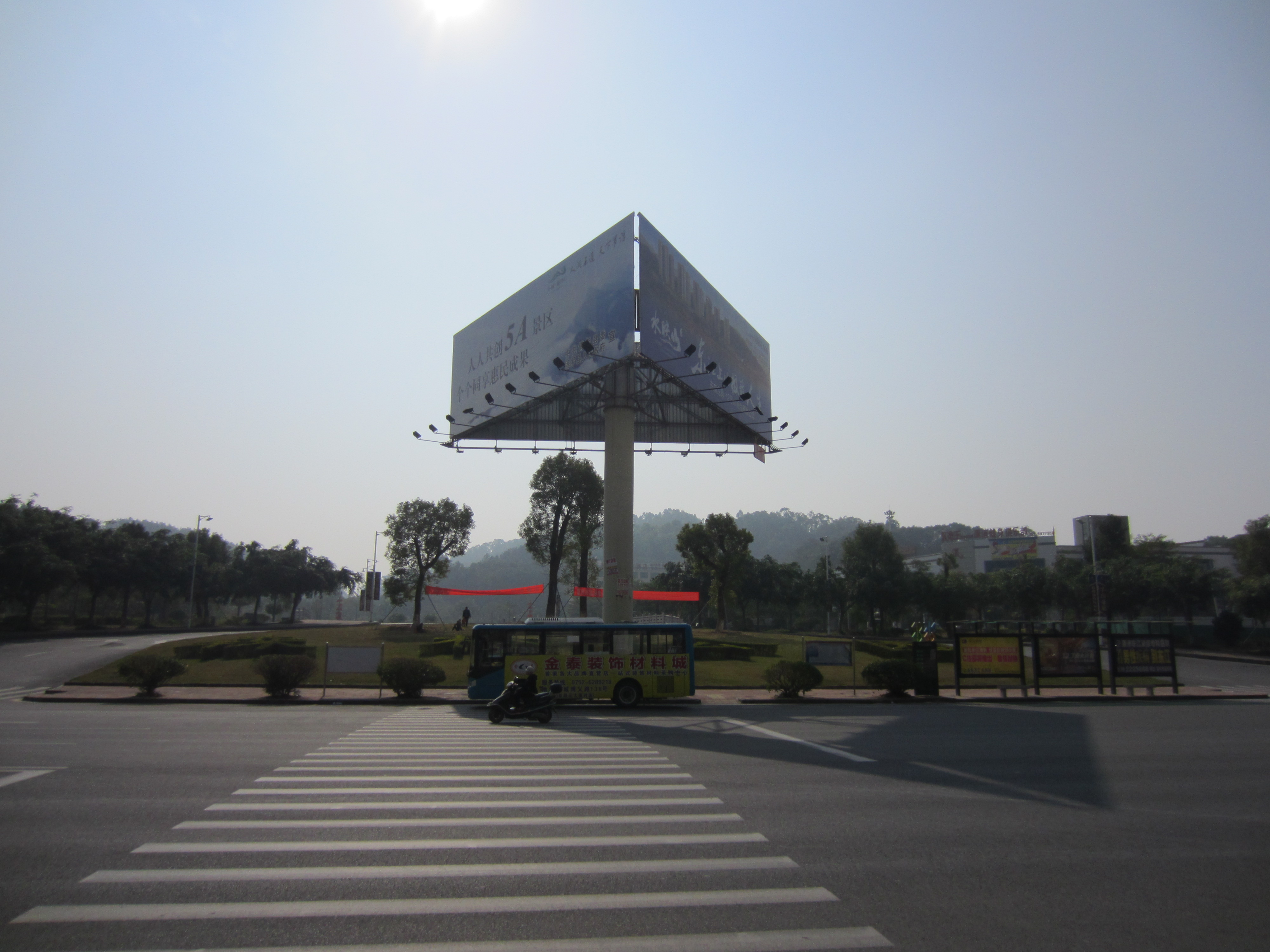
公园在罗阳街道

罗阳街道，是中华人民共和国广东省惠州市博罗县下辖的一个乡镇级行政单位。

## 行政区划
罗阳街道下辖以下地区：
东区社区、西区社区、观园区社区、城东区社区、观华区社区、九村区社区、义和社区、水上社区、鸡麻地村、莲湖村、浪头村、小金村、东坑村、田牌村、杨梅村、寨头村、承粮陂村、三徐村、上塘村、虾浪村、水西村、观背村、梅花村、廖洞村、黎村、新村、横坑村、翠美园村、巷口村、新角村、天上元村、云步村、长贵村、新结村、涌口村、横江尾村、大小塘村、梅林村和赤竹坑村。